# Coprinus comatus
Coprinus comatus là một loại nấm phổ biến thường thấy mọc trên các bãi cỏ, ven đường rải sỏi và các khu phế thải. Quả thể non đầu tiên xuất hiện dưới dạng hình trụ màu trắng trồi lên khỏi mặt đất, sau đó tai nấm hình chuông mở ra. Cáctai nấm màu trắng và được bao phủ bởi các vảy. Loại nấm này khác thường vì nó sẽ chuyển sang màu đen và tự tiêu biến trong vài giờ sau khi được hái hoặc lắng đọng bào tử.
Khi còn non, nó là một loại nấm ăn tuyệt vời với điều kiện là chúng được ăn ngay sau khi được thu hái. Nếu muốn bảo quản lâu dài, có thể cho vào lò vi sóng, xào hoặc ninh cho đến khi nấm mềm để nấm được bảo quản trong tủ lạnh vài ngày hoặc đông lạnh. Ngoài ra, đặt nấm trong một cốc nước đá sẽ làm chậm quá trình phân hủy trong một hoặc hai ngày để người ta có thời gian kết hợp chúng vào bữa ăn. Chế biến hoặc cấp đông phải được thực hiện cho dù để ăn hoặc bảo quản trong vòng bốn đến sáu giờ sau khi thu hoạch để ngăn chặn những thay đổi không mong muốn đối với nấm. Loài được trồng ở Trung Quốc để làm thực phẩm.